# Brett Smith
Brett Smith (* 31. August 1981 in Guelph, Ontario) ist ein ehemaliger kanadischer Eishockeyspieler, der im Verlauf seiner aktiven Karriere zwischen 2000 und 2014 hauptsächlich in den nordamerikanischen Minor Leagues Central Hockey League (CHL) und ECHL aktiv war und dort über 630 Partien auf der Position des Centers bestritten hat. Mit den Bossier-Shreveport Mudbugs und Fort Wayne Komets gewann Smith in den Jahren 2011 und 2012 jeweils den Ray Miron President’s Cup der CHL.

## Karriere
Brett Smith begann seine Karriere als Eishockeyspieler an der Ferris State University, die er von 2000 bis 2004 besuchte, während er parallel für deren Eishockeymannschaft in der National Collegiate Athletic Association (NCAA) aktiv war. Anschließend wechselte der Center in das professionelle Eishockey und spielte von 2004 bis 2006 für die Bossier-Shreveport Mudbugs aus der Central Hockey League (CHL). Die Saison 2006/07 begann er bei den Phoenix RoadRunners in der ECHL und beendete sie bei deren Ligarivalen Reading Royals. Von 2007 bis 2011 lief er erneut für die Bossier-Shreveport Mudbugs in der CHL auf und gewann mit der Mannschaft in der Saison 2010/11 den Ray Miron President’s Cup, den Meistertitel der CHL. 
Nach Auflösung der Mudbugs wurde Smith zur Saison 2011/12 vom CHL-Teilnehmer Fort Wayne Komets verpflichtet, mit dem er seinen gewonnenen Titel aus dem Vorjahr verteidigen konnte. Die Komets verließen nach dem Erfolg jedoch die CHL und wurden in die ECHL aufgenommen, wo der Kanadier eine weitere Saison verbrachte. Anschließend wechselte er im Sommer 2013 zu den Brampton Beast in die CHL zurück, wo er im Sommer 2014 kurz vor seinem 33. Geburtstag seine Profikarriere beendete.

## Erfolge und Auszeichnungen
- 2011 Ray-Miron-President’s-Cup-Gewinn mit den Bossier-Shreveport Mudbugs
- 2012 Ray-Miron-President’s-Cup-Gewinn mit den Fort Wayne Komets

## Karrierestatistik
(Legende zur Spielerstatistik: Sp oder GP = absolvierte Spiele; T oder G = erzielte Tore; V oder A = erzielte Assists; Pkt oder Pts = erzielte Scorerpunkte; SM oder PIM = erhaltene Strafminuten; +/− = Plus/Minus-Bilanz; PP = erzielte Überzahltore; SH = erzielte Unterzahltore; GW = erzielte Siegtore; 1 Play-downs/Relegation; Kursiv: Statistik nicht vollständig)